# Campionato Europeo Supermoto 2000
Nel 2000 Thierry Van Den Bosch vince il suo primo Campionato Europeo Supermoto.
La formula di gara ricalca quella che verrà utilizzata dal Campionato Mondiale Supermoto 2005 in avanti. Ogni GP consiste in due manche, e in ciascuna il primo classificato ottiene 20 punti. Perciò il punteggio massimo ottenibile in un GP è di 40 punti.

## Gare del 2000
|   | Paese    | Località    | Data         |
| 1 | Germania | Großenhain  | 18 giugno    |
| 2 | Francia  | Alpe d'Huez | 30 luglio    |
| 3 | Belgio   | Mettet      | 20 agosto    |
| 4 | Germania | Gründau     | 10 settembre |
| 5 | Francia  | Albi        | 22 ottobre   |
| 6 | Spagna   | Cullera     | 29 ottobre   |

## Principali piloti iscritti nel 2000
|    | Pilota                | Costruttore | Moto |
| -- | --------------------- | ----------- | ---- |
| 1  | Thierry Godfroid      | Kawasaki    |      |
| 2  | Thierry Van Den Bosch | Husqvarna   |      |
| 3  | Gilles Salvador       | KTM         |      |
| 5  | Boris Chambon         | Husqvarna   |      |
| 6  | William Rubio         | Husqvarna   |      |
| 8  | Eddy Seel             | Husqvarna   |      |
| 9  | Klaus Kinigadner      | KTM         |      |
| 11 | Gerald Delepine       | Honda       |      |
| 13 | Jürgen Künzel         | KTM         |      |
| 19 | Harald Ott            | Kawasaki    |      |
| 27 | Laurent Pidoux        | Vor         |      |
| 64 | Marcel Goetz          | KTM         |      |

## Classifica finale piloti (Top 7)
| Pos | Pilota                | Moto      | GER 1 | GER 2 | FRA 1 | FRA 2 | BEL 1 | BEL 2 | GER 1 | GER 2 | FRA 1 | FRA 2 | ESP 1 | ESP 2 | Punti |
| --- | --------------------- | --------- | ----- | ----- | ----- | ----- | ----- | ----- | ----- | ----- | ----- | ----- | ----- | ----- | ----- |
| 1   | Thierry Van Den Bosch | Husqvarna | 1     | 1     | 1     | 1     | 2     | 1     | 1     | 15    | 12    | 1     | 1     |       | 182   |
| 2   | Jürgen Künzel         | KTM       | 2     | 2     | 12    | 9     | 9     | 8     | 2     | rit.  | 2     | 2     | 6     | 7     | 130   |
| 3   | Boris Chambon         | Husqvarna | 3     | rit.  | 2     | 2     | 1     | 2     | 3     | 1     | rit.  |       |       |       | 121   |
| 4   | William Rubio         | Husqvarna |       |       | 3     | 3     | 5     | 10    | 5     | rit.  | 1     | rit.  | 2     | 2     | 112   |
| 5   | Klaus Kinigadner      | KTM       | 4     | 4     | rit.  | rit.  | 8     | 5     | 4     | 2     | rit.  | 14    | 3     | 1     | 112   |
| 6   | Eddy Seel             | Husqvarna | 12    | 12    | 5     | 4     | 3     | 3     | sql.  | 3     | 10    | 6     | 9     | 5     | 111   |
| 7   | Gilles Salvador       | KTM       | 6     | 8     | 8     | 7     | 4     | 4     | sql.  |       | rit.  | 5     | 4     | 4     | 98    |
| Pos | Pilota                | Moto      | GER 1 | GER 2 | FRA 1 | FRA 2 | BEL 1 | BEL 2 | GER 1 | GER 2 | FRA 1 | FRA 2 | ESP 1 | ESP 2 | Punti |